# Selachops flavocinctus
Selachops flavocinctus är en tvåvingeart som beskrevs av Johan August Wahlberg 1844. Selachops flavocinctus ingår i släktet Selachops, och familjen minerarflugor. Arten är reproducerande i Sverige.